# Tortilla Flat (Film)
Tortilla Flat ist ein US-amerikanischer Spielfilm aus dem Jahr 1942 nach dem gleichnamigen, 1935 veröffentlichten Roman Tortilla Flat von John Steinbeck. Unter der Regie von Victor Fleming sind Spencer Tracy, Hedy Lamarr, John Garfield, Frank Morgan, Akim Tamiroff und Sheldon Leonard in den Hauptrollen zu sehen.

## Handlung
Danny erbt zwei Häuser in Tortilla Flat. In eines davon lässt er Pilon und noch ein paar arme, aber faule Freunde einziehen, das andere bewohnt er selbst. Der Pirat ist der einzige, der Gelegenheitsarbeiten nachgeht und ein bisschen Geld spart. Doch Pilon möchte es ihm gerne abluchsen, bis er feststellt, dass der Pirat davon einen goldenen Kerzenleuchter kaufen möchte, um diesen der St.-Francis-Kirche zu stiften als Erinnerung an seinen toten treuen Hund.
Als eines der beiden Häuser niederbrennt, erlaubt Danny seinen Freunden, bei ihm einzuziehen. Aus Dankbarkeit möchte Pilon Dannys Leben ein bisschen erleichtern, was aber nicht immer gelingt. Kompliziert werden die Dinge, als Danny sich in die hübsche Dolores verliebt und deshalb eine geregelte Arbeit aufnimmt. Ein Missverständnis um einen gebrauchten Staubsauger führt zum Streit zwischen Danny und Pilon, worauf sich Danny komplett betrinkt. Danach fängt er an, sich zunehmend verrückter zu benehmen.
Bei einem Unfall in der Dosenfabrik verliert Danny beinahe sein Leben, doch dank der Gebete von Pilon wird er wieder gesund. Daraufhin heiratet er Dolores und verspricht ein Fischer zu werden, nachdem es Pilon geglückt ist, an das Geld für ein Boot zu kommen. 

## Hintergrund
In der Romanvorlage ist das Ende des Films jedoch nicht vorgesehen: Danny stirbt nach einer ausschweifenden Party an einem Sturz. Für das Filmpublikum sorgte MGM jedoch für ein Happyend. Davon abgesehen hält sich die Handlung des Films im Wesentlichen an den von John Steinbeck vorgegebenen episodenhaften Stil. Kritiker sahen darin einen Grund für den mangelnden Erfolg an den Kinokassen, andere in den eher schwachen schauspielerischen Leistungen von Hedy Lamarr und Spencer Tracy. Tracy selbst erwähnte in seiner Autobiographie, dass er nicht gut spielte, weil er keine Beziehung zu den Figuren aus dem Roman entwickeln konnte. Lamarr dagegen äußerte in ihren Erinnerungen, dass „Dolores“ eine ihrer größten Rollen war.
Die Dreharbeiten begannen bereits 1941 und waren vom Angriff auf Pearl Harbor überschattet.

## Kritiken
Bosley Crowther von der New York Times nannte den Film in seiner Rezension ein wirkliches Idyll, voll mit ehrlichem Humor und Mitgefühl.

## Auszeichnungen
Frank Morgan erhielt 1943 für seine Darstellung als „Pirat“ eine Oscar-Nominierung als bester Nebendarsteller.

## Romanvorlage
- John Steinbeck: Tortilla Flat (Originaltitel: Tortilla Flat). Deutsch von Elisabeth Rotten. Deutscher Taschenbuch Verlag (1987), 176 S., ISBN 3-423-10764-2.